# Marek Klaudiusz Marcellus (konsul 222 p.n.e.)
Marcus Claudius Marcellus (ur. ok. roku 268 p.n.e., zm. w 208 p.n.e.) – pięciokrotnie konsul rzymski, jeden z dowódców armii Republiki Rzymskiej podczas drugiej wojny punickiej. Najbardziej znany jako zdobywca Syrakuz. Jeden z najwybitniejszych polityków rzymskich okresu republiki. Pochodził z plebejskiej gałęzi Klaudiuszów noszących przydomek Marcellus. 
Służbę wojskową rozpoczął walcząc z kartagińskim wodzem Hamilkarem na Sycylii. W czasie swojego pierwszego konsulatu w 222 p.n.e., wraz z kolegą w urzędzie Gnejuszem Korneliuszem Scypionem Kalwusem, prowadził wojnę z Galami, z plemieniem Insubrów. Zwyciężył w bitwie pod Klastydium Galów pod wodzą Wirdumara (według Plutarcha wódz ten nosił imię Brytomartus) zdobywając po raz trzeci i ostatni w historii Rzymu tzw. spolia opima, czyli zbroję zdjętą z zabitego własnoręcznie wodza nieprzyjacielskiego – najwyższy możliwy honor dla Rzymianina. 
W wojnie z Kartaginą służył najpierw na Sycylii w walkach z Hamilkarem. Po klęsce Rzymian pod Kannami w 216 p.n.e. zadanej przez Hannibala przejął komendę nad armią i mimo że nie zdołał zapobiec przejściu Kapui na stronę Hannibala, obronił miasto Nola i południową Kampanię, podnosząc tym samym ducha bojowego Rzymian (sprawował wówczas swoją drugą preturę). 
W 215 p.n.e. po śmierci konsula Lucjusza Postumiusza w wojnie z Galami został wybrany na konsula zastępczego, ale z przyczyn formalnych zrezygnował z urzędu i objął dowództwo jako prokonsul. W trakcie konsulatu w 214 p.n.e. rozpoczął kampanię na Sycylii. Rozpoczął oblężenie Syrakuz, przez długi czas odpierane dzięki umiejętnościom Archimedesa w konstruowaniu machin obronnych. Według Plutarcha Marcellus zdobył podczas negocjacji informacje o źle strzeżonej części fortyfikacji, co pozwoliło po dwuletnim oblężeniu zdobyć miasto. Doszło do grabieży miasta przez żołnierzy i wtedy to właśnie śmierć poniósł Archimedes. Sam Marcellus wywiózł z Syrakuz skarby sztuki, pierwszy przypadek powszechnej później praktyki zdobywczych Rzymian. 
W latach 210-209 p.n.e.(sprawował wtedy swój czwarty konsulat) walczył z wojskami Hannibala w środkowej Italii. Stoczył kilka wyrównanych i nierozstrzygniętych bitew z Hannibalem, który nadal poruszał się po Italii pustosząc ją bezwzględnie. Marcellus oskarżony o błędy w dowodzeniu, powrócił do Rzymu i skutecznie bronił się przed oskarżeniami. W czasie ostatniego konsulatu w 208 roku zginął w zasadzce pod Wenuzjum. Śmiertelne rany odniósł w tej zasadzce drugi konsul Tytus Kwinkcjusz Kryspinus. Był to pierwszy przypadek w historii Rzymu, gdy obaj konsulowie zginęli w wyniku tej samej bitwy. 
Choć jego sukcesy militarne nie były tak znaczne, jak w przedstawieniu Liwiusza, to w świadomości Rzymian został utrwalony jako „Miecz Rzymu” – symbol waleczności.